# 빌헬름 가이거
빌헬름 루트비히 가이거(Wilhelm Ludwig Geiger, 1856년 7월 21일~1943년 9월 2일)는 독일의 동양학자로, 팔리어, 싱할라어 등의 전문가로 알려졌다.
가이거 계수기의 고안자인 물리학자 한스 가이거는 그의 아들이다.